# Receptor slobodnih masnih kiselina
Receptor slobodnih masnih kiselina je G-protein spregnuti receptor vezuje slobodne masne kiseline. Postoje četiri varijante ovog receptora, koje su kodirane zasebnim genima.

## Spoljašnje veze
- „Free Fatty Acid Receptors”. IUPHAR Database of Receptors and Ion Channels. International Union of Basic and Clinical Pharmacology. Архивирано из оригинала 03. 03. 2016. г.
- FFAR1+protein,+human на 
- G-protein+coupled+receptor+43,+human на 
- FFAR3+protein,+human на 